# میانده (تویسرکان)
میانده روستایی از توابع بخش قلقل‌رود شهرستان تویسرکان در استان همدان ایران است.
در فرهنگ جغرافیایی ایران نوشته حسینعلی رزم‌آرا درباره این ده اینگونه آمده است:میانده دهی از دهستان قلقل رود شهرستان تویسرکان است.در ۱۸ کیلومتری جنوب شهر تویسرکان و ۳ ک باختر حمیل آباد.-درجلگه و سردسیر - دارای ۱۱۴۷ سکنه شیعه مذهب دارای آب از قنات.-محصولات ده غلات ، تریاک ، صیفی و لبنیات است.شغل مردم ده زرالت و گله داری است.-دارای راه مالرو ، در تابستان از گردنه حاجیتو اتومبیل میتوان برد.-مسجد و ۱۰ باب دکان دارد..

## جمعیت
این روستا در دهستان کمال رود قرار دارد و براساس سرشماری مرکز آمار ایران در سال ۱۳۹۵، جمعیت آن ۹۶۵ نفر (۲۷۳ خانوار) بوده‌است.بیشتر ساکنان ان لک و از دو طایفه اصلی زنگنه و احمدوند و طایفه فرعی ترکاشوند هستند.